# Paso Corral
Paso Corral är en ort i Mexiko.   Den ligger i kommunen Tres Valles och delstaten Veracruz, i den sydöstra delen av landet, 300 km öster om huvudstaden Mexico City. Paso Corral ligger 32 meter över havet och antalet invånare är 211.
Terrängen runt Paso Corral är platt. Runt Paso Corral är det ganska tätbefolkat, med 160 invånare per kvadratkilometer. Närmaste större samhälle är El Capulín, 4,1 km sydväst om Paso Corral. Trakten runt Paso Corral består till största delen av jordbruksmark.